# Мельничук Христина Степанівна
Христина Степанівна Мельничýк (нар. 11 серпня 1952, с. Підберізці, нині Україна) — українська журналістка, краєзнавиця. Член Національної спілки журналістів України (2002).

## Життєпис
Христина Яремчук народилася 11 серпня 1952 у селі Підберізцях Пустомитівського району Львівської області України.
Закінчила факультет журналістики Львівського університету (1975). Працювала в Тернопільській обласній бібліотеці для дітей, від 1989 — наукова редакторка редакції «Книги пам'яті в Тернопільській області».
Наукова редакторка «Тернопільського енциклопедичного словника» (2002).

## Доробок
Авторка низки літературних, мистецьких і краєзнавчих публікацій у періодичних виданнях.
Книги:
- «Завтра дощу не буде: Народні прикмети про погоду» (1991),
- «Засміймося вуйку: Старий галицький гумор» (1991),
- «Галичани: портрет у гуморі» (1992).

Співавторка книг:
- «Павло Загребельний у спогадах сучасників» (1998),
- «Борис Мірус. Спогади артиста. Друзі про нього» (2002).

Співредакторка книг:
- С. Гасая «Невтомлюся чекати» (1998) і Повертуті імена (2002),
- «Земля Тернопільська» (2003).